# Drakestone Green
Drakestone Green är en by (hamlet) i Suffolk, östra England, nära Lindsey Tye.